# Chóvar
Chóvar település Spanyolországban, Castellón tartományban. Chóvar Aín, Alfondeguilla, Azuébar, Eslida és Soneja községekkel határos. Lakosainak száma 312 fő (2024).

## Népesség
A település népessége az elmúlt években az alábbi módon változott:
| Lakosok száma | 380  | 345  | 356  | 347  | 363  | 339  | 327  | 288  | 302  | 312  |
|               | 2001 | 2004 | 2006 | 2009 | 2011 | 2014 | 2016 | 2019 | 2021 | 2024 |